# Soravilla
Soravilla (en euskera Sorabilla) es un barrio del municipio de Andoáin, que a su vez fue un municipio independiente en el pasado.

## Situación
Este barrio está separado del resto de Andoáin por el río Oria, de tal forma que Soravilla ocupa la margen izquierda y el resto de Andoáin la derecha. El barrio de Soravilla propiamente dicho está compuesto por la iglesia de San Martín y un pequeño conjunto de casas y caseríos en torno a la plaza que se forma junto a la iglesia. En los últimos años se han construido unos chalets en las cercanías de Soravilla. Junto a este núcleo principal componen el barrio numerosos caseríos y casas dispersos, que forman varias agrupaciones de casas.
La población actual que posee Soravilla se calcula en unos 365 vecinos.
En la actualidad Soravilla es un barrio de Andoáin, pero esta ligazón data de 1882. Con anterioridad Soravilla tuvo una existencia independiente de la de Andoáin. Desde una fecha indeterminada de la Edad Media (la primera mención escrita data de 1397) Soravilla perteneció a la alcaldía mayor de Aiztondo, junto con otras localidades como Asteasu, Urnieta, Astigarraga o Larraul. Si las diferentes localidades que formaron la alcaldía mayor de Aiztondo fueron progresivamente separándose de esta, Soravilla fue la última en hacerlo, ya que esperó hasta 1843. Su separación de Asteasu aquel año, la otra localidad que seguía perteneciendo a la alcaldía, supuso la desaparición de esta. Entre 1843 y 1882 Soravilla fue un municipio independiente, hasta que aquel año fue anexionada por Andoáin. Motivos de la anexión fueron la escasa población de Soravilla (unos 300 habitantes) y su cercanía a Andoáin. Las parroquias de Andoáin y de Soravilla están separadas por solo 1,5 km de distancia y Soravilla se encuentra a un escaso kilómetro del barrio andoaindarra de Kale Txiki

## Historia
Soravilla desde tiempo inmemorial perteneció a la alcaldía mayor de Aiztondo, y no tuvo alcalde propio, ayuntamiento, ni administración económica. Su autoridad local se reducía a un jurado, cuyo cargo solía turnar anualmente por casas; y sus atribuciones consistían en ejecutar las órdenes que enviase el alcalde de Asteasu, en recaudar los repartimientos, en pasar avisos a los vecinos, y en intervenir en otras cosas semejantes propias de un alguacil. Tal fue el estado civil antiguo de este lugar hasta el año 1843 en que logró establecer alcalde y ayuntamiento propios, y el gobierno municipal independiente del de Asteasu, en la propia forma que en los demás pueblos de la provincia. 
Así que su ayuntamiento, con arreglo a la ley de 8 de enero de 1845, se compone en el día de un alcalde y tres regidores. Esto no obstante, continúa perteneciendo a Aiztondo en concepto de unión para la concurrencia a las juntas provinciales; en la cual se halla encabezada en tres fuegos. Esta situación se prolongó hasta la absorción por parte de Andoáin en 1882.

## Demografía
| Gráfica de evolución demográfica de Soravilla entre 1842 y 1877 |
| |
| Población de derecho según los censos de población del INE Población de hecho según los censos de población del INEEntre el censo de 1887 y el anterior, este municipio desaparece porque se integra en el municipio Andoain |